# A&W (singolo)
A&W è un singolo della cantante statunitense Lana Del Rey, pubblicato il 14 febbraio 2023 come secondo estratto dal nono album in studio Did You Know That There's a Tunnel Under Ocean Blvd.

## Descrizione
Il brano è stato scritto e prodotto da Lana Del Rey insieme a Jack Antonoff, ed è stato descritto come una ballata che mescola pop, folk e trap. La canzone è composta da due metà, la prima orientata al folk, con la chitarra acustica, la seconda orientata alla trap e contenente un'interpolazione della canzone R&B del 1959 Shimmy, Shimmy, Ko-Ko-Bop di Little Anthony and the Imperials. Il titolo sta per American Whore, oltre che a un gioco di parole sul marchio A&W Root Beer.
La canzone contiene inoltre un'interpolazione dalla title track dell'album di Lana Del Rey del 2019 Norman Fucking Rockwell!, scritta da lei stessa e Antonoff.

## Tracce
1. A&W – 7:13 (Lana Del Rey, Jack Antonoff)

## Classifiche
| Classifica (2023) | Posizione massima |
| ----------------- | ----------------- |
| Canada            | 84                |
| Grecia            | 19                |
| Irlanda           | 37                |
| Lituania          | 27                |
| Paesi Bassi       | 126               |
| Polonia           | 91                |
| Regno Unito       | 41                |
| Slovacchia        | 93                |
| Stati Uniti       | 105               |